# Natasha St-Pier
Natasha St-Pier (Bathurst, Nova Brunswick, 10 de Fevereiro de 1981) é uma cantora canadiense de origen acadiana, afiliada a França. É uma das cantoras canadenses de língua oficial francesa mais conhecidas internacionalmente.

## Biografia
Nascida em 10 de fevereiro de 1981, em Bathurst, na província de Nova Brunswick, no Canadá, cresceu em Saint-Hilaire. Natasha St-Pier começou sua carreira em Quebec, em 1996, com o lançamento do seu primeiro álbum, "Émergence", produzido pelo mundialmente conhecido compositor e produtor Steve Barakat. Ela fez sua estreia internacional cantando no papel de "Flor-de-Lis", em Londres, numa versão da comédia musical "Notre Dame de Paris" em 2000.
Natasha participou do Festival Eurovisão da Canção 2001, em Copenhaguem, com a música "Je n'ai que mon âme", no qual ela representou a França e ficou em 4º lugar (o melhor resultado desta década para o país). Ela lançou uma versão em inglês da canção, intitulada "All I Have Is My Soul".
Ela se tornou uma sensação na França lançando 5 álbuns e liderando charts. Ela também entrou para o top 10 do Eurochart Hot 100.
St-Pier tornou-se uma cantora popular na Europa, como na Polônia e na Rússia.
Natasha retornou ao cenário musical com o single "Embrasse-Moi", extraído do seu 6º álbum intitulado "Natasha St Pier" com o lançamento em 17 de Novembro de 2008.
Em 27 de novembro de 2009, Natasha lançou seu primeiro álbum "The Best Of", intitulado "Tu Trouveras... 10 ans de succès", junto com o single "L'instant T".
Ao longo do ano de 2010, Natasha percorre uma turnê intitulada "Confidences autour d'un piano" ("Confidências em torno de um piano") pela França, Bélgica, Suíça e Luxemburgo.

## Discografia

### Álbuns
- 1996 : Émergence
- 2001 : À chacun son histoire
- 2002 : De l'amour le mieux
- 2003 : L'instant d'après
- 2006 : Longueur d’ondes
- 2008 : Natasha St-Pier
- 2009 : Tu trouveras... 10 ans de succès (Best of)
- 2012 : Bonne nouvelle
- 2013 : Thérèse, Vivre d'Amour (9 de 12 canções)
- 2015 : Mon Acadie

### Singles
- 1996 : Il ne sait pas
- 1996 : Sans le savoir
- 1997 : Portés par la vague
- 2000 : À chacun son histoire
- 2000 : Et la fille danse
- 2000 : Tu m'envoles
- 2001 : Je n'ai que mon âme

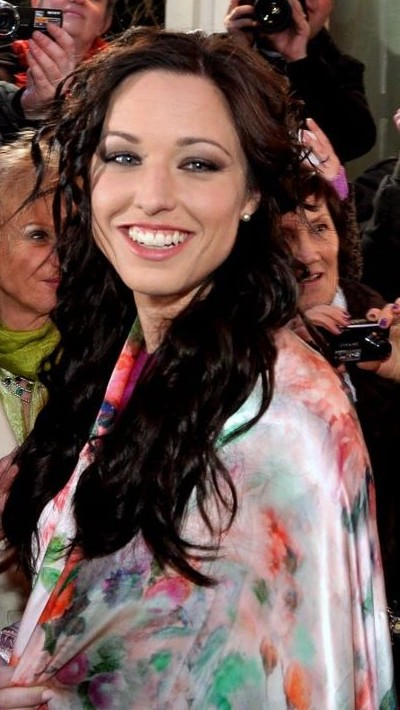
Natasha St-Pier em 2012.

- 2002 : Tu trouveras (feat. Pascal Obispo), (em espanhol : Encontrarás, feat. Miguel Bosé)
- 2003 : Nos rendez-vous
- 2003 : Alors on se raccroche
- 2003 : Toi qui manques à ma vie
- 2003 : Por probarlo todo (No se pierde nada) (versão espanhola de On peut tout essayer)
- 2003 : Tant que c'est toi
- 2004 : Quand on cherche l'amour
- 2004 : Mourir demain (feat. Pascal Obispo)
- 2004 : Je te souhaite
- 2005 : J'avais quelqu'un
- 2006 : Un ange frappe à ma porte
- 2006 : Ce silence (feat. Frédéric Château)
- 2006 : Tant que j'existerai
- 2006 : J'oublie
- 2007 : Longueur d'ondes
- 2007 : De nous
- 2008 : Embrasse-moi
- 2008 : 1,2,3
- 2009 : L'instant T
- 2012 : Bonne Nouvelle
- 2012 : Juste comme ça (feat. Mickaël Miro)
- 2013 : Vivre d'Amour (feat. Anggun)
- 2014 : Sous Le Vent (Onde Eu For) Dueto com cantor romântico português Tony Carreira
- 2015 : Tous les Acadiens

## Certificações
"À chacun son histoire" : disco de ouro (145 000 exemplares vendidos)
"De l'amour le mieux" : disco duplo de platina (680 000 exemplares vendidos)
"L'instant d'après" : disco de platina (440 000 exemplares vendidos)
"Longueur d'ondes" : disco de ouro (190 000 exemplares vendidos)

## Colaborações
Natasha St-Pier foi colaborada por vários artistas :
- Pascal Obispo : Ela canta com ele a música Mourir demain e ele colaborou nos álbuns De l'amour le mieux, L'instant d'après e Longueur d'ondes . Pascal Obispo compõs para ela muitas canções como Tu trouveras ou ainda Longueur d'ondes, entre outras.
- Lionel Florence : Compôs Comme dans un train, Quand on cherche l'amour e Je te souhaite.
- Frédéric Château : Principal autor do álbum "Longueur D'Ondes". Ele canta com ela Ce silence, do álbum Longueur d'ondes, em junho de 2006.
- Florent Pagny : Pela canção Là-bas de Jean-Jacques Goldman no álbum De l'amour le mieux.
- Steve Barakatt : Pela canção "Friends" no álbum Émergence. Steve Barakatt compôs e produziu a maioria das músicas deste álbum.
- Miguel Bosé : Pela versão em espanhol de Tu trouveras, Encontrarás.
- Elodie Hesme : Compositora de Pour le meilleur e Qu'y a-t-il entre nous? no álbum L'instant d'après e também A l'amour comme à la guerre, Je fais comme si e Tiens moi à la vie no álbum Longueur d'ondes. Colaborou também nas composições das canções do álbum "Natasha St-Pier", junto com Natasha St-Pier.